# Piero Manzoni
Piero Manzoni (ur. 13 lipca 1933 w Soncino, Cremona, zm. 6 lutego 1963 w Mediolanie) – włoski artysta, przedstawiciel sztuki konceptualnej.
Manzoni jako malarz eksperymentował z różnymi materiałami i pigmentami. Wykorzystywał m.in. farbę fluorescencyjną i chlorek kobaltu, by kolor obrazów zmieniał się z upływem czasu. Jego rzeźby wykonane były z takich materiałów jak bawełna, włókno szklane i futro królicze.
W 1958 roku stworzył 45 „pneumatycznych rzeźb” – na życzenie nabywcy wypełnionych oddechem artysty. Próbował stworzyć mechaniczne zwierzę jako ruchomą rzeźbę korzystając z energii słonecznej jako źródła prądu. W roku 1960 stworzył kulę utrzymywaną w powietrzu strumieniem powietrza.
W tym samym roku Manzoni ugotował pewną liczbę jajek na twardo, a następnie oznaczył je odciskiem swojego kciuka. Wystawa tak powstałych dzieł sztuki została w ciągu 70 minut zjedzona podczas wernisażu. Inną jego akcją było ogłoszenie kilku ludzi chodzącymi dziełami sztuki – zaszczytu tego dostąpił m.in. Umberto Eco.
W maju 1961 roku Manzoni dokonał defekacji do 90 niewielkich puszek, które następnie zostały fabrycznie zamknięte i opatrzone napisem „Gówno artysty” („Merda d’artista”). W późniejszym czasie pojawiły się nieudokumentowane pogłoski, jakoby w wyniku wewnętrznego ciśnienia i postępującej korozji metalu, część puszek eksplodowała lub zaczęła przeciekać.
W tym samym roku Manzoni na swoich wystawach podpisywał nagich ludzi i wydawał im certyfikaty autentyczności. Stworzył też „magiczny postument” – człowiek stojący na nim automatycznie stawał się dziełem sztuki.
Piero Manzoni zmarł na zawał serca w swoim studio we Włoszech w wieku 29 lat.